# Toyota TF105
A Toyota TF105 egy Formula–1-es autó volt a 2005-ös Formula–1-es szezonban. A karosszériát Mike Gascoyne és Nicoló Petrucci tervezte, a motort pedig Luca Marmorini. Pilótái Jarno Trulli és Ralf Schumacher voltak, illetve az utóbbit helyettesítő Ricardo Zonta.
Az év statisztikailag a csapat legsikeresebb éve volt, 88 ponttal, öt dobogós helyezéssel és egy leggyorsabb körrel. A mélypontot a csapat amerikai nagydíjról való visszalépése jelentette a Michelin gumiabroncsok biztonsági aggályai miatt, mivel Ralf Schumacher bal első gumija defektet kapott a pénteki edzésen Indianapolis híres utolsó kanyarjában, Schumacher pedig a falnak csapódott és kórházba kellett szállítani. A hétvége további részében Ricardo Zonta helyettesítette őt, de egyik Toyotás sem indult el a versenyen. A csapat végül a negyedik helyen végzett a konstruktőri bajnokságban, ami minden idők legjobb bajnoki helyezése volt a Toyota szempontjából.
A TF105 egy 3 literes Toyota RVX-05 V10-es motorral rendelkezett, amely 19 000 fordulat/perc fordulatszámra volt korlátozva, 7 sebességes szekvenciális félautomata váltóval, valamint hátramenettel.

## Fejlesztés
A TF105 tervezése és gyártása nem sokkal a 2004-es szezon vége előtt kezdődött, mivel a motoron olyan munkát kellett végezni, amely biztosítja, hogy az biztonságosan kibírjon két versenyt, ami a 2005-ös FIA-szabályzatban előírt követelmény volt. Az autó számos eleme teljesen új volt. Az autó tervezését Mike Gascoyne műszaki igazgató felügyelte, a futóművet pedig Gustav Brunner tervezte. A csapat két versenyzője Jarno Trulli és Ralf Schumacher voltak
A Toyota formája sokakat megdöbbentett az F1-es paddockban, mivel a csapat a szezon első három futamán egymás után két második helyet és 27 pontot szerzett. A csapat 88 ponttal a konstruktőri világbajnokság 4. helyén végzett. A csapat összesen öt dobogós helyezést szerzett, Trulli Sepangban és Bahreinben második, Barcelonában harmadik lett, Schumacher pedig a Hungaroringen, illetve Sanghajban lett harmadik.

### A TF105B bevezetése
A japán nagydíjra megérkezett a TF105B kódjelű továbbfejlesztett változat. Ez az autó jobban feküdt Schumacher vezetési stílusának, mivel megszerezte a pole pozíciót Suzukában. A TF105B-t Schumacher kétszer is pontszerző helyekre vezette, összesen 7 pontot szerzett az autóval, köztük egy dobogós helyezést a kínai nagydíjon

## Eredmények
Félkövérrel jelölve a pole pozíció.
| Év   | Csapat | Kasztni | Motor         | Gumik | Pilóták         | 1   | 2   | 3   | 4   | 5   | 6   | 7   | 8   | 9   | 10  | 11  | 12  | 13  | 14  | 15  | 16  | 17  | 18  | 19  | Pontok | Helyezés |
| ---- | ------ | ------- | ------------- | ----- | --------------- | --- | --- | --- | --- | --- | --- | --- | --- | --- | --- | --- | --- | --- | --- | --- | --- | --- | --- | --- | ------ | -------- |
| 2005 | Toyota | TF105   | Toyota RVX-05 | M     |                 | AUS | MAL | BHR | SMR | ESP | MON | EUR | CAN | USA | FRA | GBR | GER | HUN | TUR | ITA | BEL | BRA | JPN | CHN | 88     | 4th      |
| 2005 | Toyota | TF105   | Toyota RVX-05 | M     | Ralf Schumacher | 12  | 5   | 4   | 9   | 4   | 6   | KI  | 6   | PO  | 7   | 8   | 6   | 3   | 12  | 6   | 7   | 8   |     |     | 88     | 4th      |
| 2005 | Toyota | TF105   | Toyota RVX-05 | M     | Jarno Trulli    | 9   | 2   | 2   | 5   | 3   | 10  | 8   | KI  | NI  | 5   | 9   | 14† | 4   | 6   | 5   | KI  | 13† |     |     | 88     | 4th      |
| 2005 | Toyota | TF105   | Toyota RVX-05 | M     | Ricardo Zonta   |     |     |     |     |     |     |     |     | NI  |     |     |     |     |     |     |     |     |     |     | 88     | 4th      |
| 2005 | Toyota | TF105B  | Toyota RVX-05 | M     | Ralf Schumacher |     |     |     |     |     |     |     |     |     |     |     |     |     |     |     |     |     | 8   | 3   | 88     | 4th      |
| 2005 | Toyota | TF105B  | Toyota RVX-05 | M     | Jarno Trulli    |     |     |     |     |     |     |     |     |     |     |     |     |     |     |     |     |     | KI  | 15  | 88     | 4th      |